# Nowo Seło (gmina Osłomej)
Nowo Seło (maced. Ново Село, alb. Novo Sella) – wieś w Macedonii Północnej, administracyjnie należy do gminy Osłomej.
Skład etniczny (2002):
- Albańczycy – 141
- Macedończycy – 2